# Kumkvat
Kumkvat (znanstveno ime Citrus japonica) je en od križancev majhnih agrumov iz družine Rutaceae, katerega taksonomija in klasifikacija je predmet strokovne presoje med botaniki. 

## Taksonomija
Prvotno je Carl Peter Thunberg klasificiral kumkvate kot Citrus japonica v svoji knjigi Flora Japonica iz leta 1784. V letu 1915 jih je  Walter T. Swingle preklasificiral v ločen rod Fortunella, poimenovan po škotskem botaniku Robertu Fortune. 6 vrst roda Fortunella je bilo splošno priznanih — F. japonica, F. margarita, F. crassifolia, F. hindsii, F. obovata in F. polyandra. The Flora of China vrača kumkvate v rod Citrus in združuje vrste v eno samo vrsto Citrus japonica.

### Kumkvat kot križanec
Do nedavnega je rod Citrus zajemal enajst vrst, pred kratkim pa so strokovnjaki določili, da so izvirni citrusi le trije: mandarina (Citrus reticulata), pomelo (Citrus maxima) in citrona (Citrus Medica).
Med križane citruse so tako všteli vse ostale vrste: pomaranča, limona, grenivka, klementina, bergamot, kinoto, kumkvat, kombava in limeta. Prav tako bi naj vse vrste fortunelle bile le križanja ene same vrste kumkvata.
Ta klasifikacija sicer ni še splošno sprejeta, a že sedaj veliko večino citrusov strokovno zapisujejo z vmesnim znakom križca ali enostavno z »x«, kar pomeni, da gre za križanje, torej hibrid. Čeprav se lahko zdi čudno, da sta tako vsesplošno znana sadeža, kot sta pomaranča ali limona, le hibrida, ne moremo prezreti osnovnih podatkov o njegovem gojenju. Strokovno ga je treba prišteti med umetno pridobljene rastline.
Čeprav je rod citrusov sedaj sestavljen samo iz treh vrst, poznamo namreč med agrumi veliko število naravnih odstopanj in nepravilnosti, bodisi v cvetju, bodisi predvsem v sadežih, zaradi česar se dajo dobiti širom po svetu zelo raznoliki primerki. Razen tega so agronomi razvili nešteto hibridov, ki večkrat nimajo stalnih in ponovljivih lastnosti, zato so nekatere vrste na trgu le za določeno dobo. To povzroča težave pri klasifikaciji agrumov. Omeniti je treba tudi dedne spremembe, ki so pri agrumih zelo pogostne. Gre za mutacijo v poganjkih, ki se včasih pojavi iz neznanih razlogov. Na veji se rodi poganjek, iz katerega zraste veja z nekoliko različnimi lastnostmi od ostalega drevesa. Če se ta vejica uporabi kot potaknjenec, zraste drevo s temi različnimi lastnostmi. Velikokrat  so te nove lastnosti nezaželene, zato se spremembo ne želi ohranjati in se mutirana vejica enostavno odstrani. Včasih je pa sprememba toliko zanimiva, da jo agronomi gojijo dalje in tako dobijo novi križanec.

## Vrste
Gre za sorazmerno mlado klasifikacijo skupine rastlin, ki so bile dolgo vštete v rod Citrus, od katerega se razlikujejo predvsem zaradi zimskega mirovanja. Medtem ko Citrusi skozi vse leto cvetijo in obrodijo vsaj dvakrat letno, Fortunelle pozimi počivajo in imajo zato večinoma samo eno cvetenje. Prenesejo pa z lahkoto izredno nizke zimske temperature, nekatere vrste do – 10 stopinj Celzija.
Botaniki so rod razdelili na sledeče vrste:
- Fortunella crassifolia ali Meiwa kumquat,
- Fortunella hindsii ali Hongkong kumquat,
- Fortunella japonica ali Marumi kumquat,
- Fortunella margarita ali Nagami kumquat,
- Fortunella obovata ali Jiangsu kumquat,
- Fortunella polyandra ali Malayan kumquat

## Zemljepisna razširjenost
Kakor je razvidno že iz samih imen, so te rastline doma na Kitajskem in Japonskem. Prvi pisani podatki o teh rastlinah segajo v dvanajsto stoletje. V Evropo jih je prinesel R. Fortune leta 1846. Zelo hitro so jih začeli gojiti tudi v Ameriki, kjer je danes njih pridelovanje uspešno predvsem na Floridi. V Evropi se je kultura kumkvatov obnesla le v Grčiji.

## Opis
Fortunella je manjše zimzeleno drevo, visoko od 2,5 do 4,5 metrov.
Ima gosto vejevje in lepe podolgovate liste temno zelene barve. Cvetovi so beli in po navadi osamelci. Plod je majhna jajčasta pomarančka rumene ali rdeče barve, ki meri komaj približno 3 x 4 cm. Tudi trni na vejah so majhni, če se sploh pojavijo. Drevo zelo redko zraste iz semena in ga na ta način niti ne skušajo gojiti, kajti tako drevo ostane jalovo in ne rodi sadov. Praviloma je treba za pridobivanje sadja kumkvat cepiti na sorodni Poncirus. To sadje se potem uporablja predvsem v živilski industriji za marmelade in likerje. Posebno v ZDA se te rastline gojijo tudi v okrasne namene. Toda trenutno se fortunelle najbolj uporabljajo pri iskanju novih hibridov s križanji s citrusi.